# Осей Туту Агйеман Премпе II
Осей Туту Агйеман Премпе II (ок.1892 - 27 мая 1970) - ашантихене, правитель федерации Ашанти с 22 июня 1931 по 27 мая 1970.

## Биография
Ашантихене Премпе II родился в 1892 в Кумаси. В возрасте четырех лет был отправлен в ссылку на Сейшельские острова вместе с дядей Премпе I, бабушкой по материнской линии, королевой Яа Акуа, и другими членами семьи.Премпе I вернулся из ссылки в 1924 году и умер в мае 1931, после чего Осей Туту Агейман был назначен преемником, однако, лишь в качестве кумасихене. Лишь в 1935 году колониальные власти позволили ему владеть титулом ашантихене. Принимал деятельное участие в строительстве колледжа Премпе, престижной школы-интерната для мальчиков, а также Научно-технического университета Кваме Нкрумы, за что позднее получил почетное звание доктора наук. В октябре 1969 был избран руководителем госсовета.

## См.также
- Ашанти (народ)